# کلی رگاتزونی
جیانکلودیو جوزپه رگاتزونی (فرانسوی: Gianclaudio Giuseppe Regazzoni‎؛ زادهٔ ۵ سپتامبر ۱۹۳۹ در ماندریزیو، درگذشتهٔ ۱۵ دسامبر ۲۰۰۶ در فونته‌ویوو) رانندهٔ مسابقات اتومبیل‌رانی اهل سوئیس بود که از فصل ۱۹۷۰ تا ۱۹۸۰ در مجموع در ۱۳۹ گراند پری از مسابقات جهانی فرمول یک شرکت کرد.
رگاتزونی در طول دوران فعالیت خود در فرمول یک ۵ بار مسابقه را از پول پوزیشن آغاز کرد و در ۱۵ مسابقه موفق شد سریع‌ترین زمان طی یک دور پیست را به نام خود ثبت کند. او در این مسابقات ۲۸ بار بر روی سکو رفت، مجموعاً ۵ بار به پیروزی دست یافت و ۲۰۹ امتیاز را به نام خود به‌ثبت رساند.
رگاتزونی در ۱۵ دسامبر ۲۰۰۶ بر اثر تصادف رانندگی جاده‌ای در فونته‌ویوو درگذشت.